# 팔라우앵무조개
팔라우앵무조개는 그 이름에서 알 수 있듯이 주로 서부 카롤라인의 팔라우에서 발견된다. 이 종은 암초 경사면 앞에서 발견되며 깊이는 95m에서 504m에 이르는 범위에서 찾을 수 있지만, 일반적으로 물 온도가 16.6도에서 9.4도 사이인 150-300m 사이에 머무르는 것을 선호한다. 팔라우앵무조개는 이동성이 매우 강한 식충성 수집자이자 대부분 냄새 탐지에 의존하는 기회주의적 포식자이다. 그들은 선호하는 수심 범위 내에서 낮과 밤에 모두 활동적이다. 그러나 얕은 물에 나타나는 것은 주로 야간에 일어나며 이는 물고기의 활동이 크게 감소하는 시기와 일치한다.

## 해부학적 구조
팔라우앵무조개의 껍질은 황제앵무조개와 유사하지만, 성숙한 껍질의 평균 직경과 무게가 더 크다는 점으로 구별된다. 껍질의 특징적인 패턴은 갈색에서 빨간색으로 갈라지는 두 갈래로 갈라진 줄무늬로 구성되어 있으며, 복부를 가로질러 합쳐지지 않고 섬세하고 세로로 주름진 능선이 있어 독특한 동심원 문양을 형성한다. 안쪽으로 경사진 배꼽 벽과 고르게 둥근 배꼽으로부터 황제앵무조개와 구별된다. 또한 껍질은 가로로 울퉁불퉁한 주름 모양의 조각과 넓게 삼각형 모양의 중앙 척추 치아, 그리고 배꼽 굳은살 부재로 구별될 수 있다. 신선한 껍질은 680-789m 깊이에 해당하는 압력에서 파열되는 것으로 발견되었다.

## 성장
팔라우앵무조개의 미성숙/유년기 단계에서는 껍질이 색색의 띄로 덮여 있다. 체방은 두껍고 젤리 같은 미끄러운 겉껍질로 덮여 있다. 준성숙기에 이르면 몸의 대부분은 흰색이지만 가장자리가 얇다. 그러나 성숙함에 따라 발달하는 검은 층은 여전히 부족하다.
팔라우앵무조개의 성숙은 추가 성장이 없을 때까지 성장률이 급격히 감소할 때 도달한다. 껍질 벽은 입구 가장자리를 따라 검은색 층이 침적되고 수관 및 안구 동맥이 강조됨에 따라 두꺼워진다. 외부 체방에는 색상 줄무늬가 없다. 마지막 격막은 두꺼워지지만 마지막 소실의 부피는 감소한다. 일반적으로 껍질에는 약 35개의 격막들이 있다. 관찰된 껍질 크기의 최대 범위는 지름이 180mm에서 239mm까지이며, 배꼽의 지름은 껍질 지름의 16%를 차지한다. 팔라우앵무조개는 성숙 후 5-10년 동안 생존할 수 있으며 수명은 20년 이상으로 이어질 수 있다.

## 행동
팔라우앵무조개는 짧은 기간 동안 다양한 온도 범위와 멀리 떨어진 거리를 횡단할 수 있다. 또한 30ºC까지의 따뜻한 물에서 수십 시간에서 며칠 동안 생존할 수 있다. 일반적으로 일몰 이후에는 깊은 물에서 얕은 물로 이동하고, 일출 전에는 다시 깊은 곳으로 돌아간다. 또한 322일 동안 하루 평균 0.45km에서 5일 동안 하루 평균 0.8km까지 이동할 수 있다.

## 사진

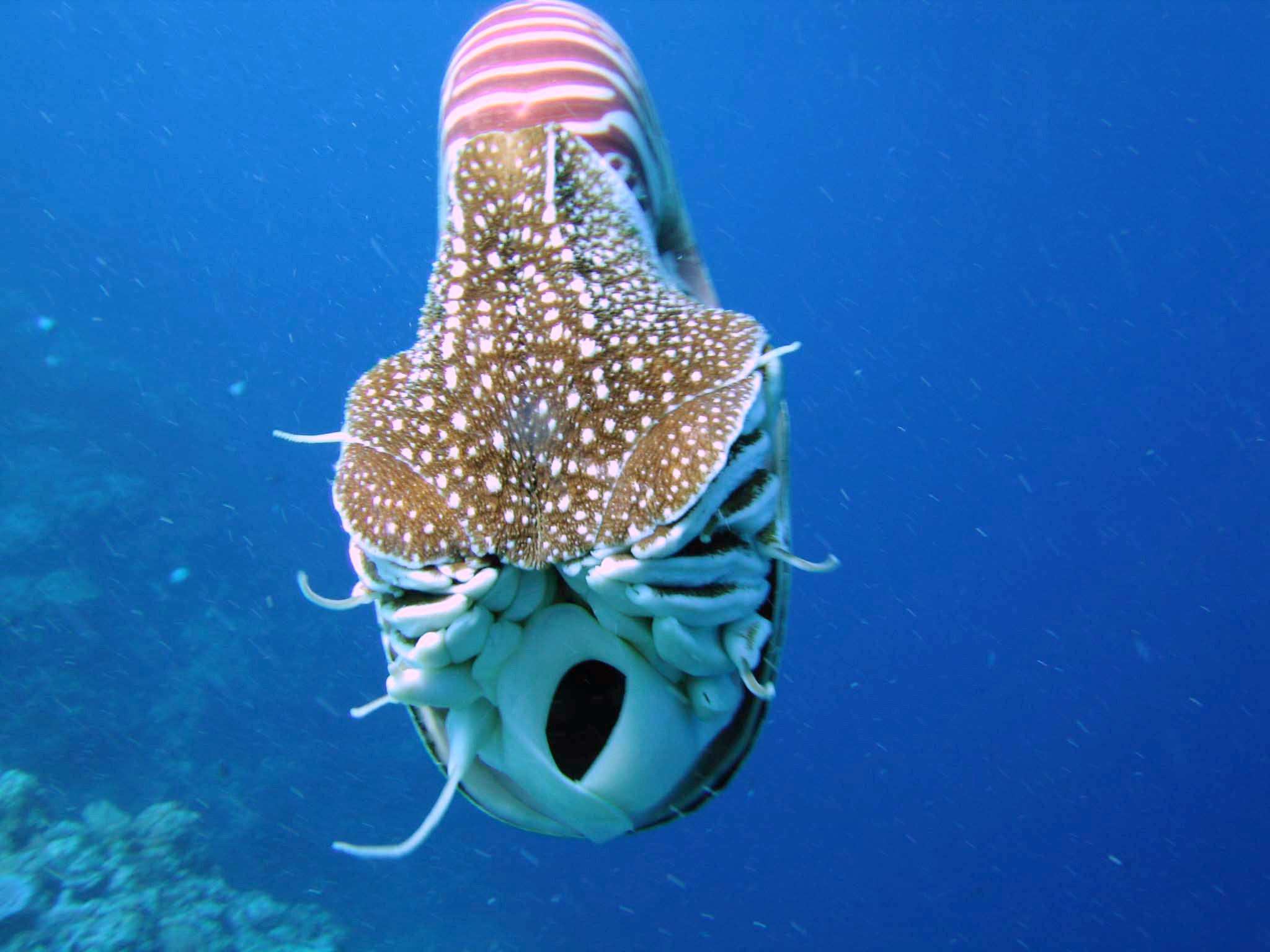
앞에서 본 팔라우앵무조개, 수관이 보이는 모습
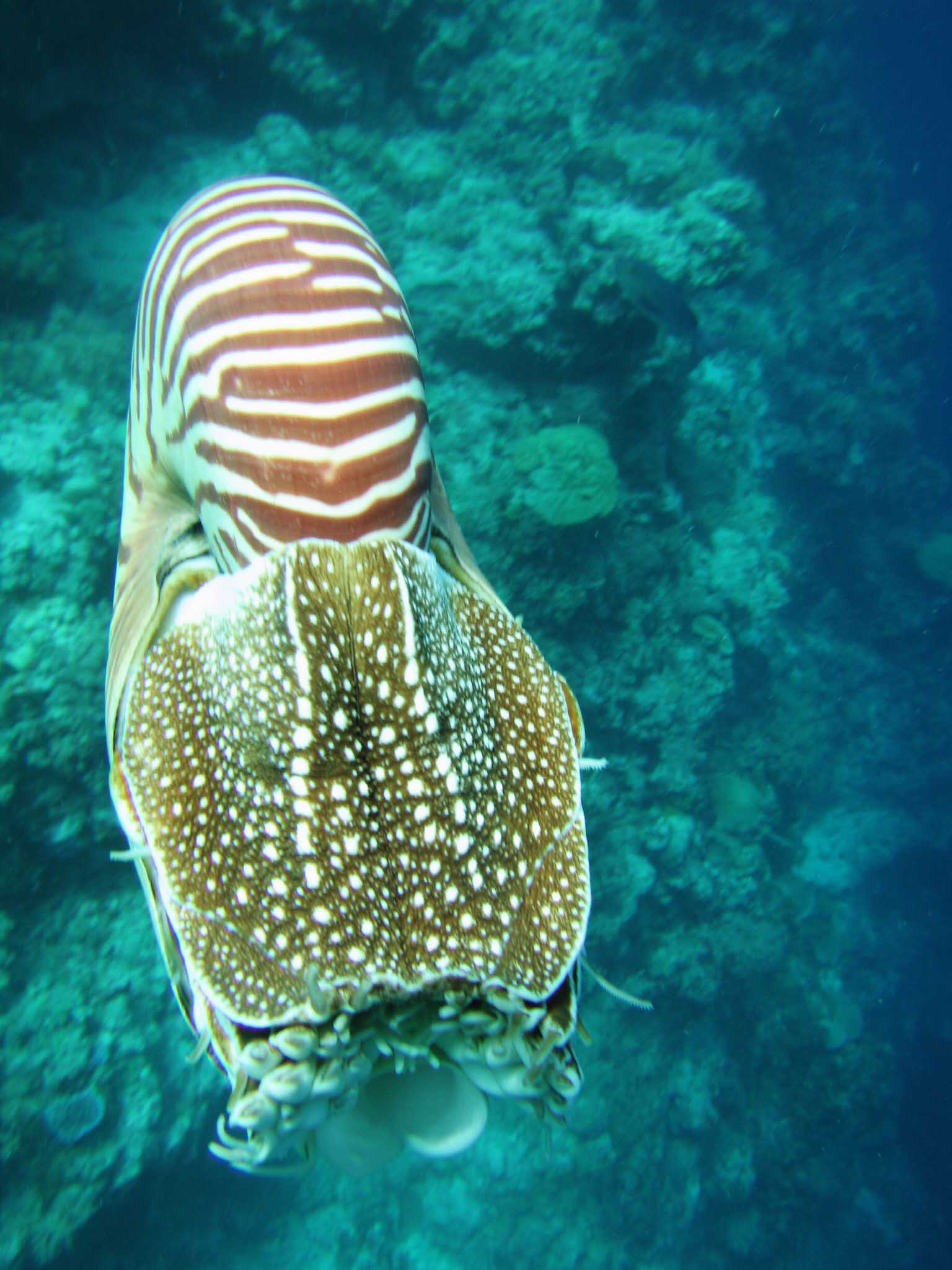
위쪽에서 본 팔라우앵무조개
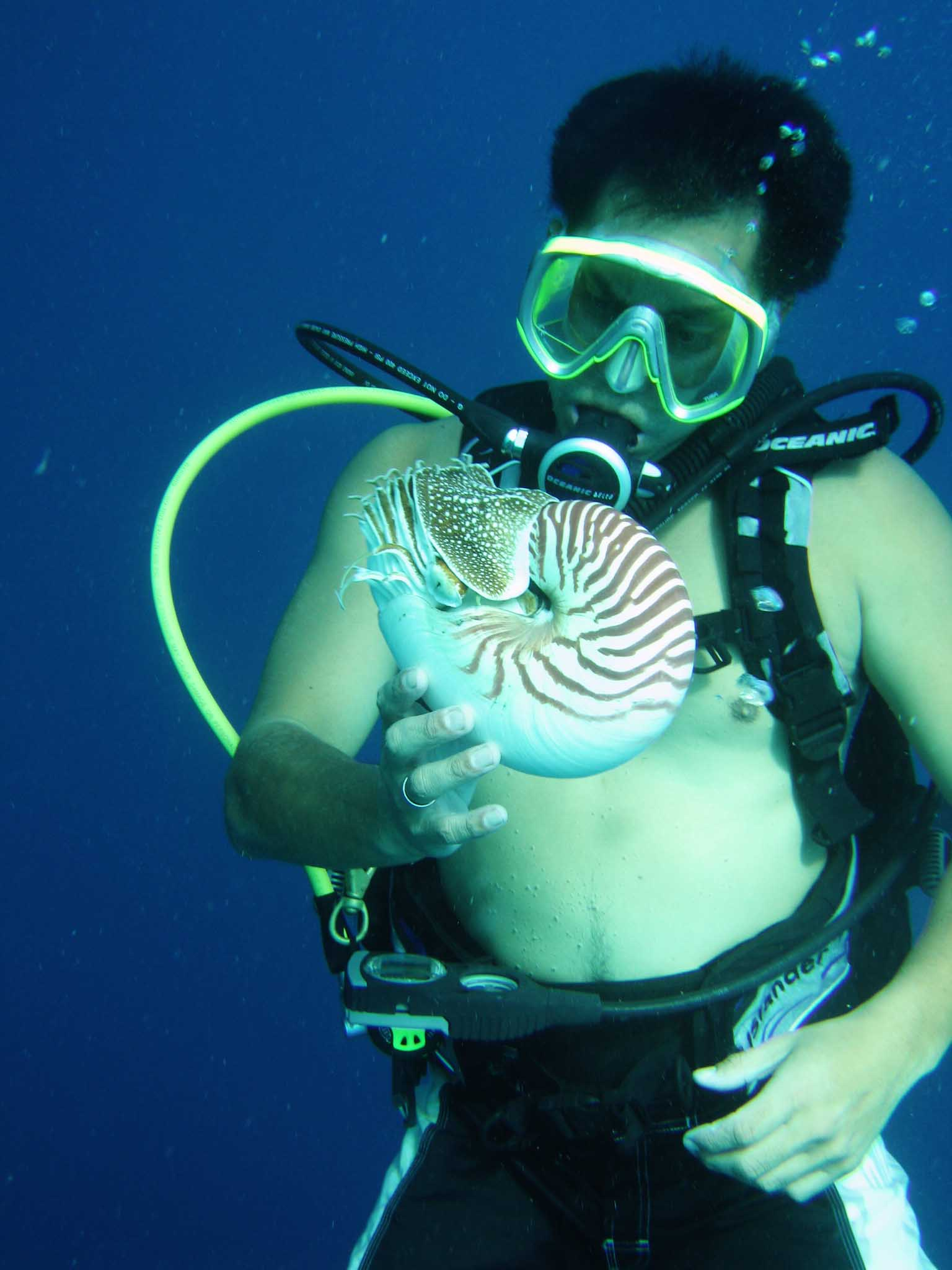
팔라우앵무조개와 함께 있는 다이버가 일반적으로 포획된 샘플의 크기를 보여준다.
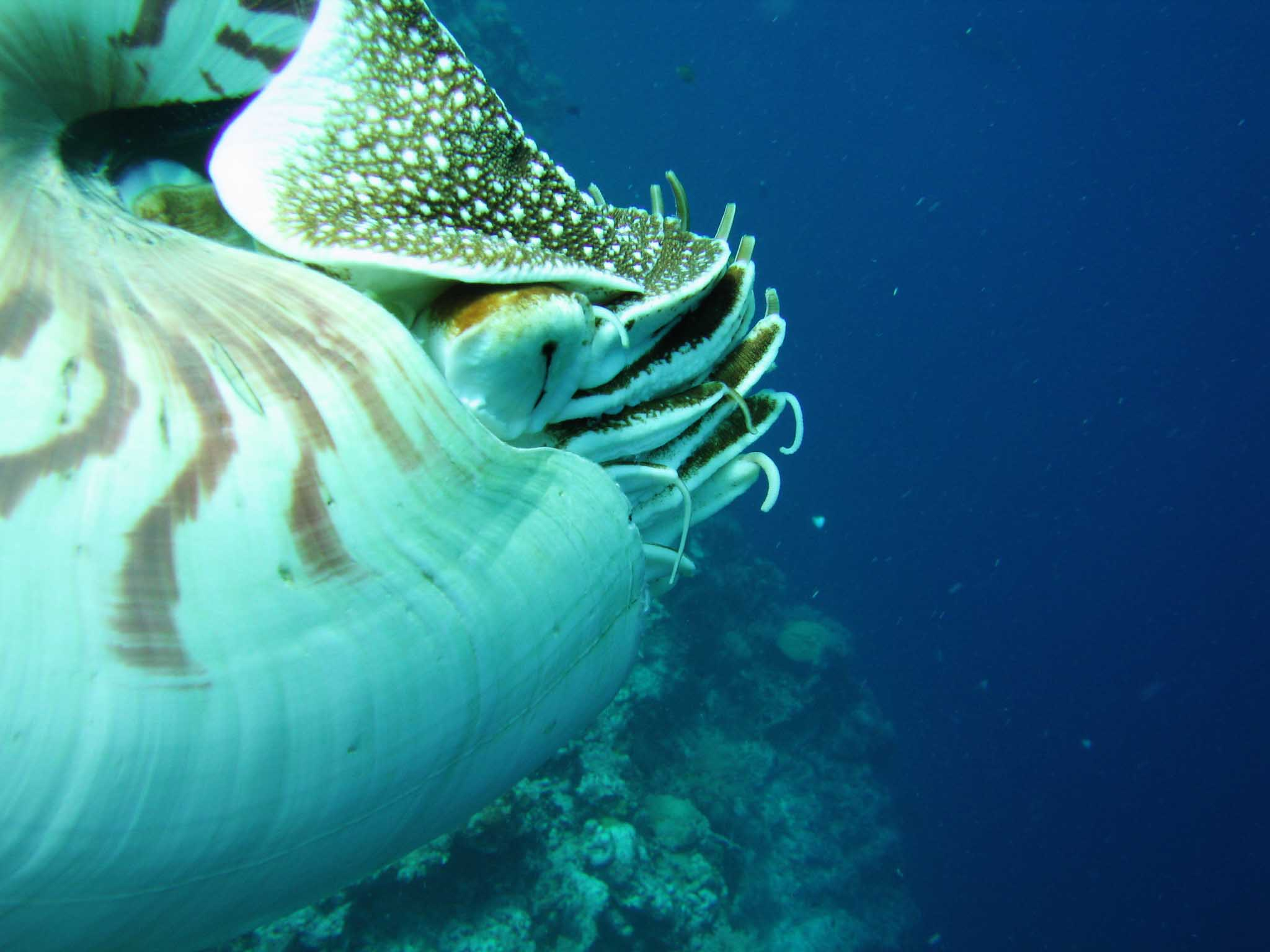
팔라우앵무조개의 눈을 가까이서 본 모습
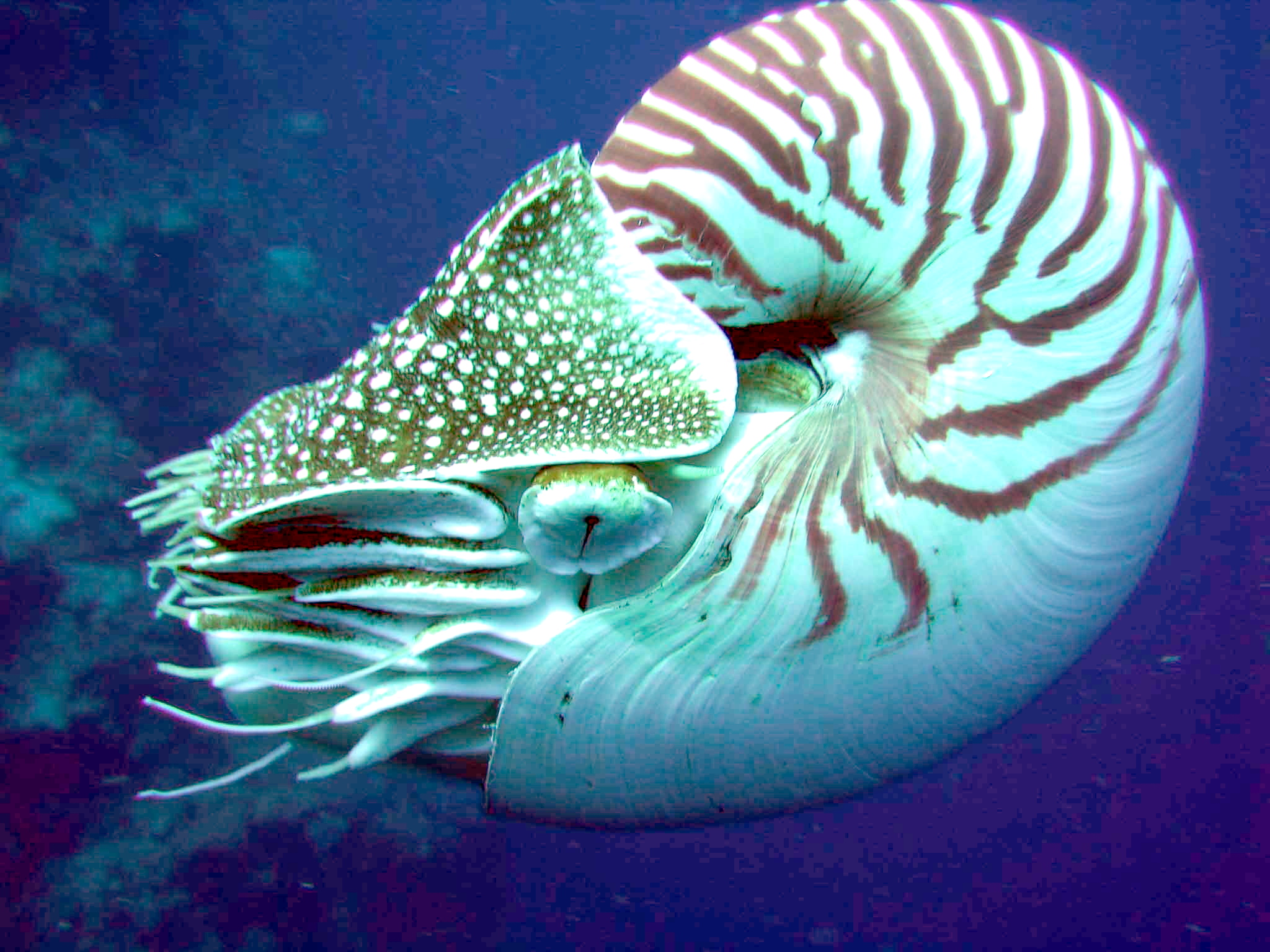
측면에서 본 팔라우 앵무조개의 모습
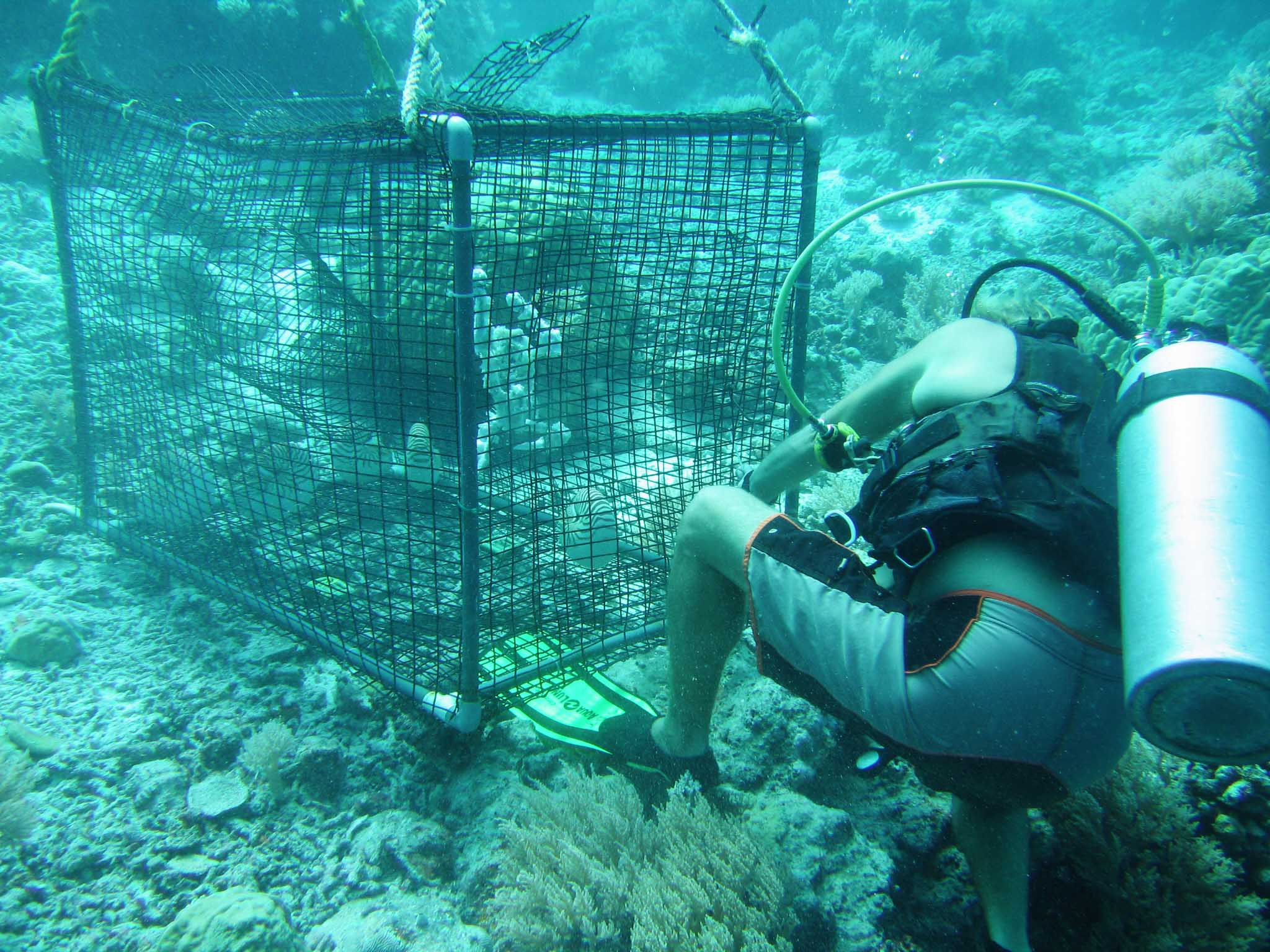
팔라우 앵무조개를 약 30m의 깊이에서 포획하기 위해 사용되는 틀